# Neck&Neck
Neck&Neck es una marca española de moda infantil centrada en el segmento medio alto del mercado.

## Historia
Fundada en 1990, adquiriéndola en 1999 la familia Zamácola y estableciéndose Neck child S.A. como propietaria del uso de la marca a nivel mundial.
Poseyendo entonces poco más de 20 tiendas, la empresa cuenta hoy en día con 208 puntos de venta en 10 países:
- España: 160
- Portugal: 15
- Francia: 5
- Suiza: 1
- Reino Unido: 2
- Italia: 5
- Andorra: 1
- México: 17
- Kuwait: 1
- Norte de Chipre: 1

En 2007 y 2008 la empresa facturó más de 40 millones de euros.